# Andriej Panin
Andriej Władimirowicz Panin (ros. Андре́й Влади́мирович Па́нин; ur. 28 maja 1962 w Nowosybirsku, zm. 6 marca 2013 w Moskwie) – rosyjski aktor filmowy i telewizyjny, także reżyser. Laureat nagrody Nika.

## Wybrana filmografia

### Filmy
- 2003: Kamieńska (TV) jako Staszow
- 2004: Kierowca dla Wiery jako kapitan Sawieljew
- 2005: Shadowboxing – Walka z cieniem jako Vagit Walijew
- 2007: Shadowboxing – Walka z cieniem. Rewanż jako Vagit Walijew
- 2010: Kandahar jako Sierioża, drugi pilot
- 2011: Generation P jako Kolia Smirnow

### Seriale
- 2002: Kamieńska jako Staszow
- 2010: Spaleni słońcem 2 jako krawiec
- 2011: Kamieńska jako Staszow
- 2013: Sherlock Holmes jako John H. Watson